# Junkerstor

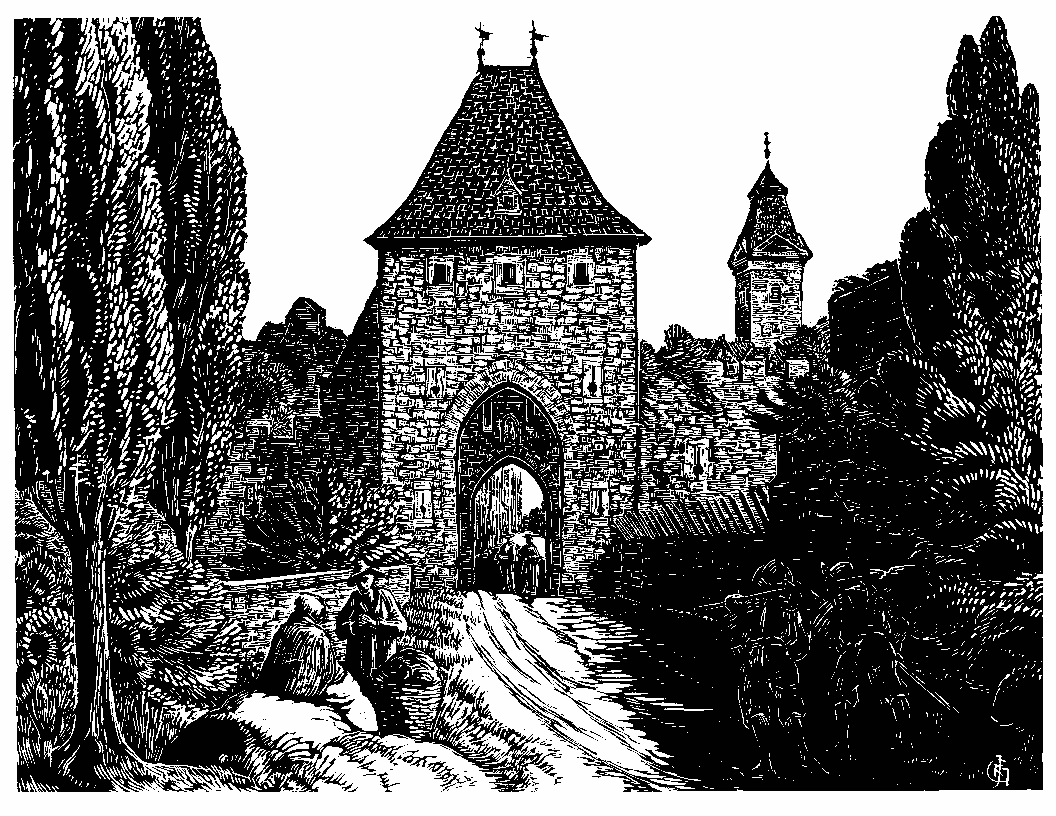
Junkerstor in het jaar 1790, houtsnede van K. J. Gollrad

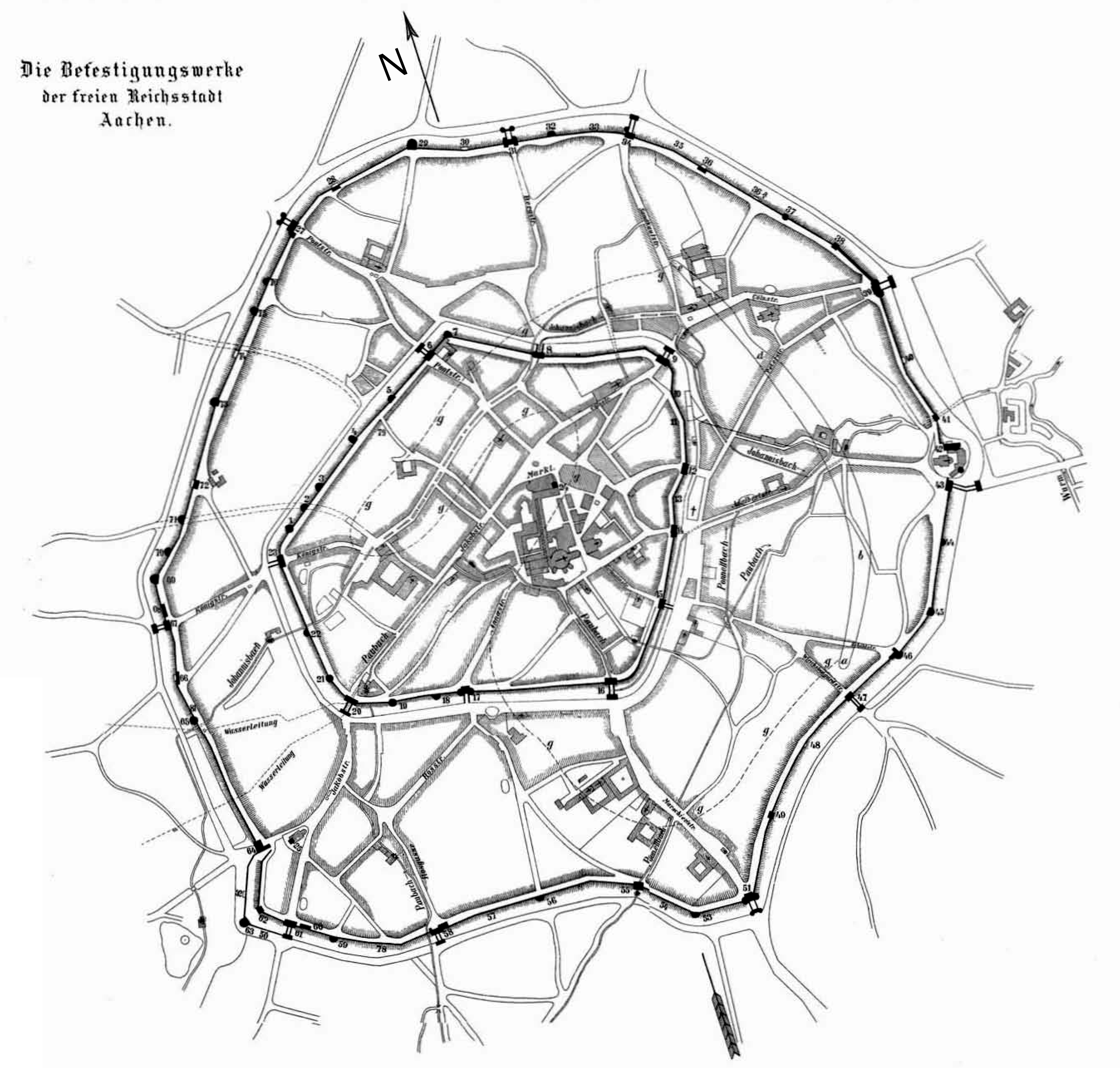
Overzicht van de vestingwerken in Aken. Nummer 64 is de Junkerstor.

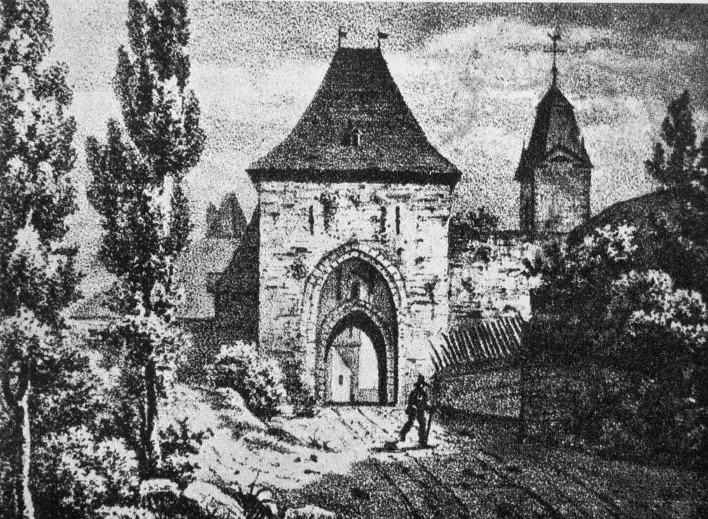
In 1790

De Junkerstor, ook Vaalser Tor genoemd, was een stadspoort gebouwd tussen 1300 en 1350 en maakte deel uit van de buitenste stadsmuren van de Duitse stad Aken. Het poortgebouw bestaat niet meer.

## Locatie
De Junkerstor had geen equivalent in de binnenste stadsmuren. Hij lag aan de straat die naar het westen aftakte van de Jakobstraße en over Vaals naar Maastricht voerde.
Als onderdeel van de buitenste stadsmuren van Aken lag de Junkerstor in het westzuidwesten tussen de Jakobstor in het zuiden en de Königstor in het noorden. Tussen deze poort en de Jakobstor lag de Lütticher Schanze met zijn dubbele muur. Tussen de Junkerstor en de Jakobstor stond er op de stadsmuur de toren zonder naam en op de hoek van de voormuur (Lütticher Schanze) stond de Eyerkeilturm. Aan de stadsbinnenzijde bevond zich links naast de Junkerstor de doorgang naar de dwingel. Tussen de Junkerstor en de Königstor lagen de Pfaffenturm en de enige met naam bekende erker van de Akense stadsmuren, de Wandlaus.

## Geschiedenis
Aan het begin van haar aanstelling was de stadspoort als "Junkheitsport" bekend, waaruit de naam "Junkerstor" is ontstaan. Omdat de door de stadspoort voerde, speciaal voor paardenspannen gebruikte straat naar Vaals en Maastricht voor de bevoorrading van de stad van een grote betekenis was, werd dit verdedigingsbouwwerk ook "Vaelsertor" of "Vaalser Tor" genoemd. Tijdens de Franse bezetting van Aken veranderde de Fransen de naam van de stadspoort in "Jakobstor" om daarna de oorspronkelijke Jakobstor voortaan in "Lütticher Tor" om te dopen. Hierdoor kwam het echter tot onduidelijkheid en verwarring, waarna de deur opnieuw veranderd werd in "Port nobel". Kort voor de sloop in 1829 kreeg het zijn oorspronkelijke naam "Junkerstor" terug.
Voor de Junkerstor overspande een kleine brug de Johannisbach. Door hem was er in de stadsgracht een 200 meter lange vijver ontstaan. De weg van de Junkerstor langs de stadsgracht naar de Königstor was in de zomer bij wandelaars zeer geliefd. In de vijver groeiden waterlelies en andere waterplanten. In de lente verzorgden de kikkers hier hun concerten. Tegenwoordig bevindt zich op deze plek de spoorbaan.
In de tijd van Napoleons instructies om de militaire betekenis van Aken te minimaliseren, werd in 1829 de stadspoort afgebroken.

## Beschrijving
Als nevenpoort was de Junkerstor niet bijzonder groot. Het hoofdgebouw bestond uit een eenvoudige rechthoekige toren met een breedte van 15,3 meter en een diepte van 11,6 meter. Oude tekeningen geven aan dat er zich boven de poortbogen een Madonnafiguur bevonden had, die tegenwoordig in de Sint-Jakobskerk staat.
Afwijkend ten opzichte van alle andere Akense stadspoorten van de buitenste stadsmuren had de Junkerstor geen voorpoort. De dwingel-constructie maakte deze overbodig.